# 1929 a tudományban
Az 1929. év a tudományban és a technikában.

## Díjak
- Nobel-díjak
  - Fizikai Nobel-díj: Louis Victor Pierre Raymond de Broglie, Broglie hercege
  - Fiziológiai és orvostudományi Nobel-díj: Christiaan Eijkman, Frederick Gowland Hopkins
  - Kémiai Nobel-díj: Arthur Harden, Hans von Euler-Chelpin

## Születések
- január 23. – Polányi János magyar származású megosztott Nobel-díjas kanadai vegyész, kémikus, fizikus
- május 6. – Paul Lauterbur megosztott Nobel-díjas amerikai kémikus († 2007)
- május 29. – Peter Higgs Nobel-díjas brit elméleti fizikus
- június 3. – Werner Arber megosztott Nobel-díjas svájci mikrobiológus és genetikus
- június 10. – James McDivitt amerikai űrhajós († 2022)
- június 24. – Carolyn Shoemaker amerikai csillagász, a Shoemaker–Levy 9 üstökös társfelfedezője († 2021)
- július 1. – Gerald M. Edelman megosztott Nobel-díjas amerikai immunológus, neurobiológus († 2014)
- szeptember 5. – Andrijan Grigorjevics Nyikolajev orosz, szovjet űrhajós († 2004)
- szeptember 15. – Murray Gell-Mann Nobel-díjas amerikai fizikus, a kvarkmodell egyik megalkotója († 2019)
- november 7. – Eric Kandel megosztott Nobel-díjas osztrák-amerikai pszichiáter, neurofiziológus
- december 28. – Maarten Schmidt holland csillagász, aki felfedezte, hogy a kvazárok nagyon távoli objektumok († 2022)

## Halálozások
- április 4. – Karl Benz német mérnök, a modern gépkocsitechnika egyik úttörője (* 1844)
- augusztus 4. – Carl Auer von Welsbach osztrák kémikus és vállalkozó (* 1858)
- szeptember 23. – Zsigmondy Richárd magyar származású osztrák-német kémiai Nobel-díjas vegyész, a kolloidkémia kiemelkedő alakja (* 1865)
- november 17. – Herman Hollerith német származású amerikai statisztikus, feltaláló (* 1860)